# Tungufoss
Tungufoss è una cascata alta 4 metri situata nella regione di Höfuðborgarsvæðið, nella parte sud-occidentale dell'Islanda.

## Descrizione
La cascata è localizzata nella parte settentrionale del comune di Mosfellsbær, nella regione di Höfuðborgarsvæðið, cioè l'area intorno alla capitale Reykjavík, da cui dista circa 17 km. La cascata è inclusa in un'area di 1,4 ettari considerati zona protetta dal 2013.
La cascata è situata sul corso del fiume Kaldakvísl, uno dei tre fiumi che attraversano Mosfellsbær, che qui forma un salto di circa 4 metri.
Presso questa cascata si possono ancora vedere i resti di una piccola vecchia centrale idroelettrica che è rimasta in dal 1930 al 1958. Dall'altro lato della tangenziale c'è un'altra piccola cascata, e pochi chilometri a monte si incontra un'altra piccola cascata chiamata Helgufoss.

## Accesso
La cascata è situata subito a ovest della Hringvegur, la grande strada ad anello che contorna l'intera Islanda, e che qui supera il fiume Kaldakvísl con un ponte. La cascata si trova immediatamente a valle del ponte; non è facilmente visibile dalla strada, ma è possibile raggiungerla con un breve tratto di cammino seguendo il corso del fiume verso valle.